# 橋田建二郎
橋田 建二郎（はしだ けんじろう、1979年4月24日 - ）は、日本の寿司職人。東京都出身。愛称は「Hatch（ハッチ）」。

## 略歴・人物
- 1979年 - 東京都中央区に生まれる。
- 1986年 - 東京都中央区立築地小学校（現在、京橋築地小学校）入学。
- 1992年 - 東京都千代田区立麹町中学校入学。この頃より、実家の寿司屋業を手伝うようになる。
- 1995年 - 昭和第一高等学校入学。
- 1998年 - エコール・キュリネール国立（現在、エコール辻東京）に入学。
- 2001年 - 原宿などを中心に、自作の絵やピンホール・カメラを路上販売。元々芸術志向が高く、路上アーティストとして活動していた。
- 2002年 - 渡米。英語を習得する。
- 2004年 - 帰国後、本格的に家業の手伝いをするようになる。
- 2011年 - 婦人画報11月号にて「寿司屋の秋マカロン」を発売[1]。
- 2013年2月27日 - TBS「はなまるマーケット」にて「はし田のマカロン」が紹介される[2]。
- 2013年5月1日 - シンガポールオーチャード通りマンダリンギャラリー2FにHashida Sushi Singaporeをオープンさせた[3]。マスターシェフ。
- 2014年4月 - シンガポールの雑誌 The Peak が選ぶ Best New Restaurant (Asia)に選ばれる[4]。
- 2014年8月 - テレビ東京「出没!アド街ック天国」にて、寿司店「はし田」が、勝どきエリアの4位に選ばれる[5]。
- 2014年4月 - シンガポールのレストランアワード  G award にて 2013Best New restaurant Asia を受賞。
- 2015年4月 - シンガポールのレストランアワード G Award にて 2014Best Dinning Experience Asia を受賞。
- 2015年7月 - シンガポール オーチャード通り マンダリン ギャラリーにまったく新しいコンセプトのお茶と酒、デザートをメインにした、"Hashida Garo ""はし田 画廊"をオープン。

## メディア出演

### テレビ出演
- はなまるマーケット（2013年2月27日、TBS） - 今日の目玉 専門店の意外なメニューのコーナー
- この日本人がスゴイらしい。 Brand New Japan（2010年12月17日、テレビ東京）
- 二人の食卓 〜ありがとうのレシピ〜（2010年10月23日、テレビ朝日）

### その他
- フードスタジアムアジア（2013年11月5日に掲載）[6]